# NGC 2452
NGC 2452 – mgławica planetarna położona w gwiazdozbiorze Rufy. Została odkryta 1 lutego 1837 roku przez Johna Herschela.